# Chironius laevicollis
Chironius laevicollis är en ormart som beskrevs av Wied 1824. Chironius laevicollis ingår i släktet Chironius och familjen snokar. Inga underarter finns listade i Catalogue of Life.
Arten förekommer i sydöstra Brasilien ungefär från Salvador och Brasilia till Porto Alegre. Habitatet utgörs av skogar.
Chironius laevicollis blir i genomsnitt 1,1 meter lång och den vistas som vuxet exemplar främst på marken. Ungdjur är däremot trädlevande. Honor lägger 10 till 14 ägg per tillfälle. Mellan oktober och november registrerades äggen i ett organ (Oviductus) som motsvarar däggdjurens äggledare och äggläggningen sker troligen kort efteråt. Individerna är dagaktiva och de jagar främst groddjur.
En studie från 2008 visade att endast 30 procent av skogarna är ursprungliga. Det är inte känt hur förändringarna påverkar beståndet. I regionen inrättades flera skyddszoner. IUCN listar arten som livskraftig (LC).